# Svastra sabinensis
Svastra sabinensis är en biart som först beskrevs av Cockerell 1924.  Svastra sabinensis ingår i släktet Svastra och familjen långtungebin.

## Underarter
Arten delas in i följande underarter:
- S. s. laterufa
- S. s. nubila
- S. s. sabinensis